# Stadhouderskade 125-127
Het pand Stadhouderskade 125-127 bestaat volgens de bouwtekening uit 1882 uit origineel drie herenhuizen aan de Stadhouderskade/Singelgracht in De Pijp te Amsterdam-Zuid.

## Bouw
Op de tekening zijn drie gelijke woonhuizen te zien in de eclectische bouwstijl opgetrokken. De huizen zijn symmetrisch neergezet. Twee gebouwen hebben de ingang rechts, een heeft een ingang aan de linkerkant. Typerend voor de gebouwen zijn de pilasters op hun hoeken. De symmetrie geldt niet voor de eerste etages van de drie panden, want gebouw 125 heeft daar geen erker, terwijl de gebouwen 126 en 127 dat wel hebben. Een rechthoekige erker siert daar de gevels, al is de erker op nummer 127 in deplorabele staat
De architecten van het geheel waren tevens de aannemers. Jan Willem Hartgerink en zijn vriend Hendrik Dirks Kramer bouwden het grootste deel van Stadhouderskade 123 tot en met 160 vol en dus ook deze drie panden. Van de heren is het bekend dat zij het niet zo nauw namen met de regels en dan met name de regels met betrekking tot aansluiting tot het dan in ontwikkeling zijnde Liernurstelsel, de riolering. Soms werden de panden direct na oplevering door de gemeente onbewoonbaar verklaard om de bouwers en eigenaren te dwingen het inwendige afwateringssysteem aan te laten sluiten op het nieuwe systeem.

## Geschiedenis
De bewoners hadden op 17 april 1929 goed zicht op de ondergang van het Paleis voor Volksvlijt, dat bijna compleet afbrandde. Het gebouw werd en wordt gezien als een van de mooiste gebouwen in Amsterdam ooit. Daartegenover zagen de bewoners veel later de bouw van het kantoor van de De Nederlandsche Bank, en dat werd en wordt vaak gezien als een van de lelijkste gebouwen. Voor dit deel van de Stadhouderskade waren er in 1940 sloopplannen. Het gehele blok zou plaats moeten maken voor het nieuwe stadhuis van Amsterdam, dat er echter daar nooit zou komen.

### Gebruik
De panden met nummer 125 en 126 zijn gedurende hun bestaan vrijwel altijd woonhuis dan wel kantoor geweest. Op 125 voerde de Dordtsche Petroleum Industrie Maatschappij hier jarenlang (jaren 20 tot en met 50) haar kantoor. In 2016 is er een accountantskantoor op de begane grond gevestigd. Op nummer 126 zat enige jaren de Horecabond van het FNV.Gebouw nummer 127 biedt sinds de jaren tien van de 20e eeuw onderdak aan Billardfabriek Wilhelmina, behalve dan in de Tweede Wereldoorlog, toen het Billardfabriek J.Slot heette.
Oost ·
160 ·
158 ·
157 ·
156 ·
155 ·
151-154 ·
149-150 ·
145-146 ·
142-144 ·
140-141 ·
137-139 ·
135-136 ·
130-134 ·
129 ·
128 ·
125-127 ·
123-124 ·
116-122 ·
115 ·
110-113 ·
100-101 ·
97 ·
95-96 ·
93-94 ·
92 ·
91 ·
89-90 ·
87-88 ·
86 ·
85 ·
84 ·
82-83 ·
78-79 ·
77 ·
Heineken Brouwerij ·
74 ·
72-73 ·
69-70 ·
68 ·
67 ·
65-66 ·
64 ·
62-63 ·
60-60a ·
58-59 ·
56-57 ·
Willemshuis ·
Van Nispenhuis ·
Kapel van Sint Josephs Gezellen-Vereeniging ·
54 ·
52-53 ·
47-49 ·
Carel Willinkplantsoen ·
Polderhuis ·
Ruysdaelkade 2-4 ·
Judith Leysterbrug ·
42 (Rijksmuseum) ·
40-41 ·
31-35 ·
30 ·
29 ·
Park Centraal Amsterdam ·
Stedemaagd (Vondelpark) ·
Byzantium ·
Koepelkerk ·
12 (Marriott) ·
Persilhuis ·
7 ·
5 ·
3 ·
1 ·
West